# Prokop z Sazawy

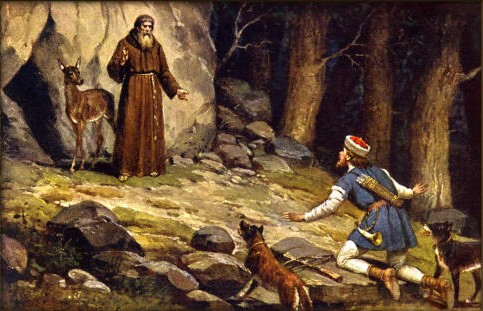
Książę Oldrych spotyka się z pustelnikiem Prokopem – obraz J. Mathausera

Prokop z Sázavy (ur. ok. 970 w Chotouňu, zm. 25 marca 1053 w Sázavie) – czeski zakonnik, pustelnik, założyciel i pierwszy opat klasztoru benedyktynów w Sázavie, święty Kościoła katolickiego.

## Życiorys
Prokop urodził się około roku 970 w miejscowości Chotouň (koło Kouřimia) w twierdzy ziemiańskiej jako syn Wita i Bożeny. Wykształcenie zdobył w słowiańskiej szkole na praskim Wyszehradzie, tam też otrzymał święcenia kapłańskie. Prokop był żonaty (było to zgodne z panującym wówczas w Czechach zwyczajem). Miał syna Emmerama. Później zdecydował się na życie pustelnicze. Pewien czas spędził w klasztorze benedyktynów w Břevnově, a następnie mieszkał w jaskini w Dalejích koło Jinonic. Zajmował się przepisywaniem ksiąg liturgicznych, które spisywał cyrylicą w języku słowiańskim. Później przeniósł się w okolice doliny Sázavy, prowadził ascetyczny tryb życia i pracował przy karczowaniu lasu uzyskując w ten sposób tereny uprawne. Legenda głosi, że Prokop był widywany jak orze ziemię pługiem, do którego zaprzęgnięty był diabeł, a Prokop poganiał go krzyżem.
Z pomocą księcia Oldrzycha Prokop stopniowo tworzył wokół pustelni klasztor, do którego przyjmował nowych uczniów, którzy chcieli żyć tak jak on. W 1032 Prokop został pierwszym opatem klasztoru, a po śmierci Oldrzycha pomagał mu również jego następca Brzetysław. Sazawski klasztor, który przyjął regułę ojca zachodniego monastycyzmu, św. Benedykta, był jednym z pierwszych miejsc w Czechach, gdzie sprawowano liturgię w języku starosłowiańskim oraz kultywowano starocerkiewną tradycję. Prokop zmarł 25 marca 1053 w Sázavie. Wkrótce po jego śmierci, w II połowie XI wieku spisano pierwszą starosłowiańską legendę o Prokopie.

## Ewangeliarz z Reims
Prokopowi przypisuje się autorstwo słynnego ewangeliarza przechowywanego w katedrze w Reims (zwanego Ewangeliarzem z Reims lub Ewangeliarzem z Sazawy), który przewieziony do Francji, stanowił księgę, na której swoją przysięgę składali francuscy królowie, między innymi Henryk III i jego następcy, łącznie z Ludwikiem XIV.

## Kult św. Prokopa
Prokop został kanonizowany 2 czerwca 1204 przez papieża Innocentego III jako pierwszy Czech, kanonizowany osobiście przez papieża. W 1804 papież Pius VII potwierdził jego kanonizację. Jest czczony jako jeden z czeskich świętych patronów. W 1588 szczątki świętego Prokopa przeniesione zostały do Pragi, do kaplicy Wszystkich Świętych.
Wspomnienie liturgiczne św. Prokopa w Kościele katolickim obchodzone jest 14 lipca. Można spotkać też źródła, w których wspomnienie to jest podawane na 25 marca oraz na 4 lipca (wspomnienie z czasów średniowiecznych). W Cerkwi prawosławnej 16/29 września tj. 29 września według kalendarza gregoriańskiego.

## Kult w Polsce
Kult św. Prokopa w Polsce rozpropagowała Judyta – małżonka Władysława Hermana. Za jej czasów wybudowano w Polsce kilka kościołów pod wezwaniem tego świętego, w szczególności na Kujawach. Do dziś istnieją kościoły pod wezwaniem św. Prokopa między innymi w Konecku, Kłóbce pod Włocławkiem, Jadownikach koło Brzeska, w Błędowie koło Grójca (filialny) oraz rotunda w Strzelnie. W 2003 z okolic Sazavy do Strzelna przybyła grupa Czechów, w celu zwiedzenia świątyni noszącej tytuł ich świętego rodaka.